# Plaza Norte 2
Plaza Norte 2 es un gran centro comercial localizado en San Sebastián de los Reyes, en la Comunidad de Madrid. Inaugurado el 7 de octubre de 2004, se encuentra en la zona de grandes superficies Megapark, junto a cadenas como IKEA, Carrefour o Media Markt; a la altura del kilómetro 18 de la A-1, aproximadamente. Llamado también y publicitariamente «La Cúpula de Madrid», tiene dos pisos de altura, y alberga más de 200 tiendas (ropa, menaje del hogar, joyerías...), veinticinco restaurantes y catorce salas de cine.

## El edificio
Entre la decoración, muy recargada y de aire renacentista, destaca la influencia veneciana del siglo XVII, con lámparas venecianas, obeliscos recubiertos de lapislázuli, malaquita, ónix y pórfido y placas de mármol. 
Además de su gran tamaño (tiene una superficie de 147 920 metros cuadrados), lo más llamativo de todo el complejo es la gran cúpula de 35 metros de altura situada en el cuerpo central del edificio, donde se cruzan las cuatro naves laterales.

## Accesos

### Por carretera
Se accede mediante la Autovía del Norte (A-1), desde la salida 19.

### En autobús
Las siguientes líneas urbanas e interurbanas prestan servicio al complejo.
| Línea | Recorrido                                                                                  | Operador |
| ----- | ------------------------------------------------------------------------------------------ | -------- |
| 4     | Polideportivo - Moscatelares                                                               | Interbus |
| 156   | Madrid (Plaza de Castilla) - San Sebastián de los Reyes (Polígono Industrial Moscatelares) | Interbus |
| 171   | Madrid (Plaza de Castilla) - Urbanización Santo Domingo                                    | ALSA     |
| 180   | Alcobendas - Algete                                                                        | Interbus |
| N102  | Madrid (Plaza de Castilla) - San Sebastián de los Reyes - Madrid (Plaza de Castilla)       | Interbus |

### En metro
La estación de Metro más cercana es Reyes Católicos, perteneciente a la línea 10.

## Otros datos
- Superficie construida: 147 920 m²
- S.B.A: 51 557 m²
- Mall y locales técnicos: 27 272 m²
- Cines: 14 salas
- Locales comerciales: 225
- Plazas de estacionamiento: 6800